# Kanton Herne
Het kanton Herne is een voormalig kanton in het arrondissement Halle-Vilvoorde in België. Het was de bestuurslaag boven die van de desbetreffende gemeenten, tevens was het een gerechtelijk niveau waarbinnen één vredegerecht georganiseerd werd dat bevoegd is voor de deelnemende gemeenten. Beide types kanton beslaan niet noodzakelijk hetzelfde territorium.

## Geschiedenis
Het kanton Herne werd in de Franse tijd opgericht als administratieve en gerechtelijke indeling van het Dijledepartement. Het kanton bestond uit de gemeenten Herne, Galmaarden, Heikruis, Herfelingen, Oetingen, Tollembeek en Vollezele.
Hoewel het administratieve belang van de kantons al snel afnam, bleef het niveau belangrijk op juridisch vlak. Vanaf 1802 bestond het gerechtelijk kanton uit de gemeenten Bierk, Galmaarden, Heikruis, Herfelingen, Herne, Oetingen, Quenast, Rebecq, Rognon, Sint-Renelde, Tollembeek en Vollezele. Het behoorde tot het gerechtelijk arrondissement Nijvel. Het werd eind 1822 afgeschaft.
Van 1970 tot 2001 was er terug een vredegerecht in Herne voor de gemeenten Bever, Galmaarden, Heikruis, Herfelingen, Herne, Kester, Oetingen, Sint-Pieters-Kapelle, Tollembeek en Vollezele. Het werd bediend door de vrederechter van Sint-Genesius-Rode.
Van 2001 tot 2019 maakte het deel uit van het kanton Herne - Sint-Pieters-Leeuw.